# Bray-Saint-Aignan
Bray-Saint-Aignan é uma comuna francesa na região administrativa do Centro-Vale do Loire, no departamento de Loiret. Estende-se por uma área de 26.16 km². Em 2010 a comuna tinha 1 768 habitantes (densidade: 67,6 hab./km²).
Foi criada em 1 de janeiro de 2017, a partir da fusão das antigas comunas de Bray-en-Val (sede da comuna) e Saint-Aignan-des-Gués.